# Wedding planner

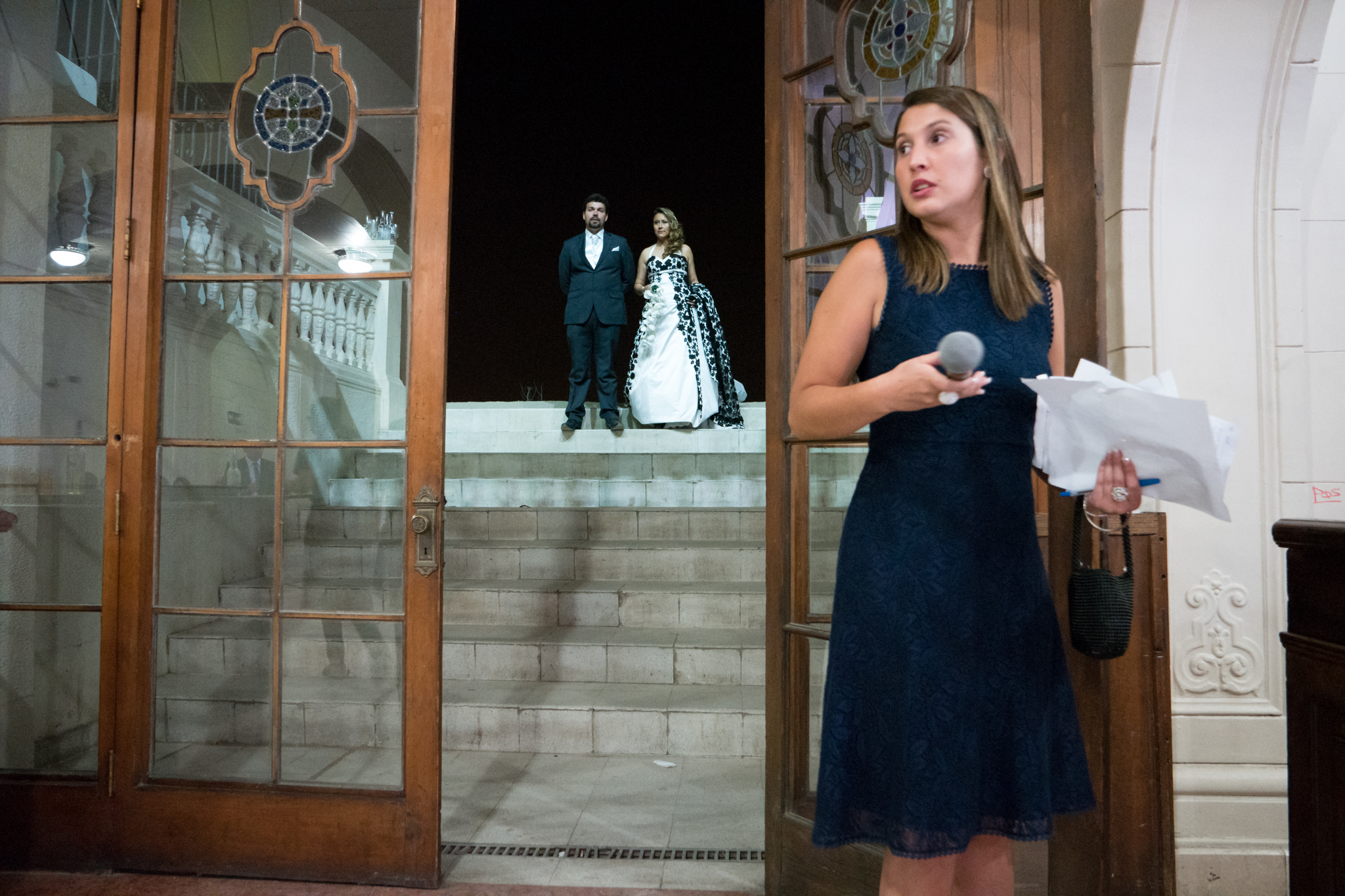
Wedding planner in Cile

L'organizzatore di matrimoni, anche denominato con l'espressione inglese wedding planner, è una figura professionale che presta alle coppie in procinto di sposarsi qualche genere di consulenza rispetto all'organizzazione del giorno delle nozze. Questo genere di attività si è stabilmente affermata negli Stati Uniti d'America e in altre nazioni occidentali.

## La figura professionale
Dalle parole inglesi wedding, ossia «matrimonio», e planner ossia «pianificatore», si definisce già, almeno in parte, la figura professionale dell'organizzatore di matrimoni: una persona che si occupa di pianificare, personalizzare e amministrare il matrimonio di una coppia, in base alle loro richieste.

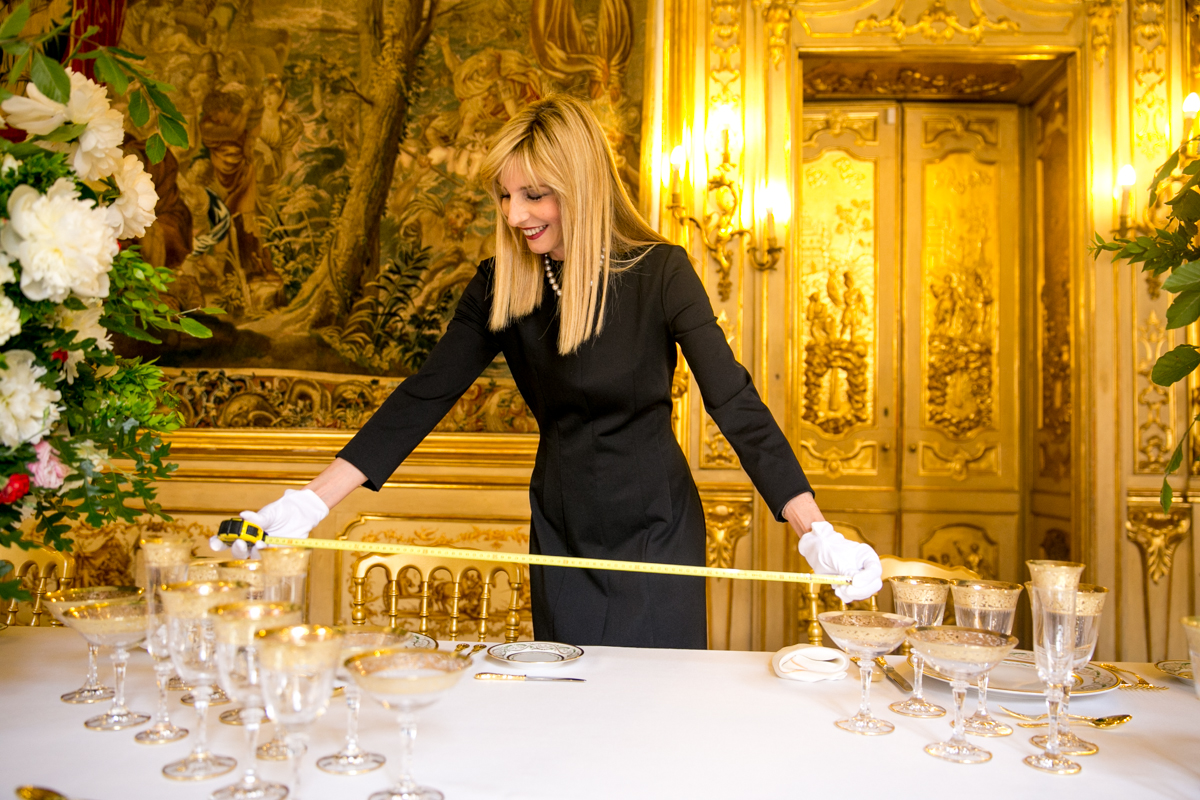
Preparazione della tavola a un ricevimento. In foto, Giorgia Fantin Borghi.

L'attività di wedding planner è progressivamente sempre meno legata al sesso dei festeggiati: nei paesi dove è possibile anche solo un'unione civile infatti queste cerimonie possono essere pianificate come quelle dei matrimoni.
Il ruolo dell'organizzatore di matrimoni è principalmente quello di sollevare la coppia dalle preoccupazioni dovute alla complessità dei problemi organizzativi o, talvolta, all'inesperienza dei futuri sposi, riducendo allo stesso tempo i rischi di vere e proprie situazioni di stress.Oltre alla pianificazione dell'intero evento, i wedding planner possono offrire assistenza nella scelta del design, selezione dei locali, selezione dei venditori, prove, noleggi, inviti e gestione dell'intero evento. Le richieste più comuni dei clienti riguardano proprio questi aspetti dell'organizzazione del matrimonio, dimostrando l'ampia gamma di servizi che un wedding planner può fornire per sollevare la coppia da ogni preoccupazione organizzativa.
Nella cultura internazionale l'organizzatore di matrimoni si occupa potenzialmente di tutti gli aspetti relativi all'organizzazione del matrimonio. Il wedding planner segue la coppia (o le famiglie degli sposi) dal principio fino al termine, e a volte anche oltre, la cerimonia e il ricevimento del matrimonio. Il livello di coinvolgimento può variare a livello logistico dagli aspetti chiave fino a quello di «direttore artistico» della cerimonia e del ricevimento (incluso lo stile dello staff).
Grazie alla sua migliore conoscenza del mercato, incluse le fasce di prezzo, il wedding planner offre, fra gli aspetti chiave, consulenza e coordinamento per l'individuazione, la scelta e la formalizzazione dei contratti con i fornitori di servizi, fra cui ad esempio ambientazione, addobbi floreali, noleggio di autovetture di rappresentanza, servizi fotografici, catering e cake design.
In alcuni mercati esiste nello staff la figura specifica di wedding designer, cioè una persona che si occupa degli aspetti grafici, artistici e estetici più che di quelli logistici generali.
Nel caso specifico del destination wedding planner, ossia di colui che si occupa di gestire l'evento in una località o nazione diversa e lontana da quella di residenza delle coppie, il lavoro include anche ulteriori aspetti logisitici e burocratici e l'attività professionale incaricata può avere sede sia nel paese di origine che in quello scelto per l'evento.
I wedding planner di alta gamma gestiscono eventi il cui budget supera i milioni di dollari, e non infrequentemente di rilievo mediatico o mondano. In queste situazioni, la fiducia reciproca e la reputazione di entrambe le parti sono ritenuti fondamentali.

## Il mercato
Negli Stati Uniti il Bureau of Labor Statistics ha indicato il settore dell'organizzazione di eventi in netta crescita nel periodo precedente alla pandemia di COVID-19.

### In Italia
In Italia il fenomeno dei matrimoni di stranieri si è sviluppato a partire dalla fine degli anni '80. La prima società di wedding planning è stata Regency che dalla sua sede di Tokyo nel 1987 per prima ha iniziato a portare in Italia coppie di sposi da tutto il mondo.. Il 18 Aprile 1992 ebbe luogo il primo matrimonio giapponese in Italia, a Firenze, progettato ed organizzato da Eiji Horiuchi, un evento che fu inquadrato come un volano interessante di promozione turistica in una città in cui il 20% dei matrimoni all'epoca vedeva protagonisti cittadini stranieri.
Il mercato da allora si è sviluppato enormemente e oggi l'Italia è una delle mete più ambite nel mondo per i matrimoni di cittadini stranieri (destination wedding), soprattutto da paesi anglofoni. Di particolare impatto nel pubblico statunitense è stato il matrimonio a Firenze di Kim Kardashian e Kanye West nel 2014.
Il mercato interno si è invece sviluppato più tardi rispetto ad altri paesi, partendo da grandi città come la zona di Milano che già ha inizio degli anni 2000 mostravano su questo tema un interesse dei consumatori più solido e radicato rispetto al resto del paese
Il settore dell'organizzazione dei matrimoni e delle imprese collegate (aziende di sartoria, ristorazione, florovivaismo, noleggio, video e foto) aveva raggiunto nel 2019 un giro di affari in Italia di circa 15 miliardi di euro. Il mercato italiano include anche San Marino.

### La crisi con la pandemia di COVID-19
Con l'emergenza pandemica del COVID-19 la figura del wedding planner ha subito una crisi, e le cerimonie che si sono svolte nel 2020 si sono dovute adattare in vari paesi anche alle norme igieniche più severe.
L'anno seguente in paesi come Italia o Francia la crisi del settore si è protratta nei mesi primaverili a causa dell'incertezza delle misure e della lentezza delle riaperture.

## Riconoscimenti
I migliori organizzatori di matrimoni mondiali vengono premiati ogni anno in una categoria apposita all'interno degli International Bridal Awards organizzati dalla rivista Elle, giunta nel 2020 alla quarta edizione.
Le norme UNI 11954 e UNI 11955, elaborate dall'Associazione Italiana Wedding Planner, forniscono un quadro normativo ufficiale per il riconoscimento della professione di wedding planner e destination wedding planner in Italia. Queste norme, in vigore dal 31 ottobre 2024, stabiliscono standard di qualità e competenza professionale, promuovendo la professionalizzazione del settore e tutelando i diritti dei consumatori.

## Nella cultura di massa

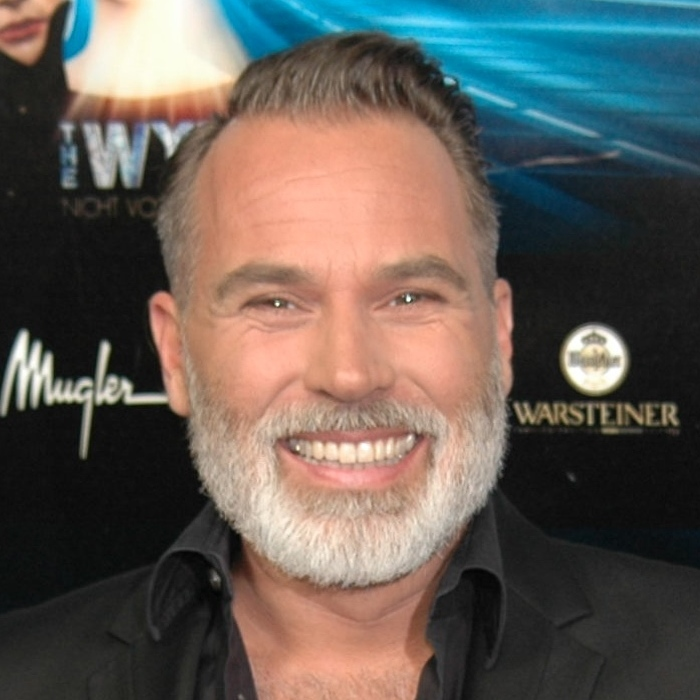
Frank Matthée, uno dei wedding planner più famosi in Germania

- In ambito cinematografico, un film del 2001 ha contribuito in maniera importante a far conoscere la figura dell'organizzatore di matrimoni in Italia: Prima o poi mi sposo (The Wedding Planner) con Jennifer Lopez, film che racconta le vicende sentimentali di una wedding planner.[25] Nel film spagnolo María (y los demás) del 2016, la protagonista (interpretata da Bárbara Lennie) diventa una wedding planner. Del 2017 è il film francese C'est la vie - Prendila come viene.
- In ambito giornalistico, sia economico che mondano, la figura del wedding planner è diventata negli anni, sempre più oggetto d'interesse al punto che testate importanti come Wall Street Journal[26], CNN[27], e NBC[17] si sono interessate con interviste ed articoli alle caratteristiche della professione in Italia.
- Nell'ambito della letteratura, il personaggio della wedding planner è protagonista nei seguenti romanzi femminili: Le (dis)avventure di una wedding planner di Mcqueen Holly, Via Chanel N° 5 di Daniela Farnese e Voglio fare la Wedding Planner di Stefania Niccolini, Serena Obert e Stefania Poletti. Ha un ruolo importante inoltre in I love shopping in bianco (Shopaholic Ties the Knot), terzo episodio della serie di romanzi comico-sentimentali I Love Shopping di Sophie Kinsella. Lo scrittore americano Gregory Pardlo ha dedicato alla professione il breve componimento poetico The Wedding Planner.[28]
- Nell'ambito della televisione, durante gli anni 2000 un professionista wedding planner, Enzo Miccio, è diventato noto al pubblico televisivo italiano[22] per aver condotto diversi programmi di genere factual.[29] In Germania Frank Matthée ha iniziato nel 2006 il reality show Frank – Der Weddingplaner su ProSieben, che lo mostra nello svolgimento del suo lavoro.[3][30]